# Henrik Otto
Henrik Otto (* 11. November 1976 in Ellwangen (Jagst)) ist ein deutscher freikirchlicher evangelischer Pastor. Seit 2024 amtiert er als Präses des Bundes Freier evangelischer Gemeinden in Deutschland (FeG). 

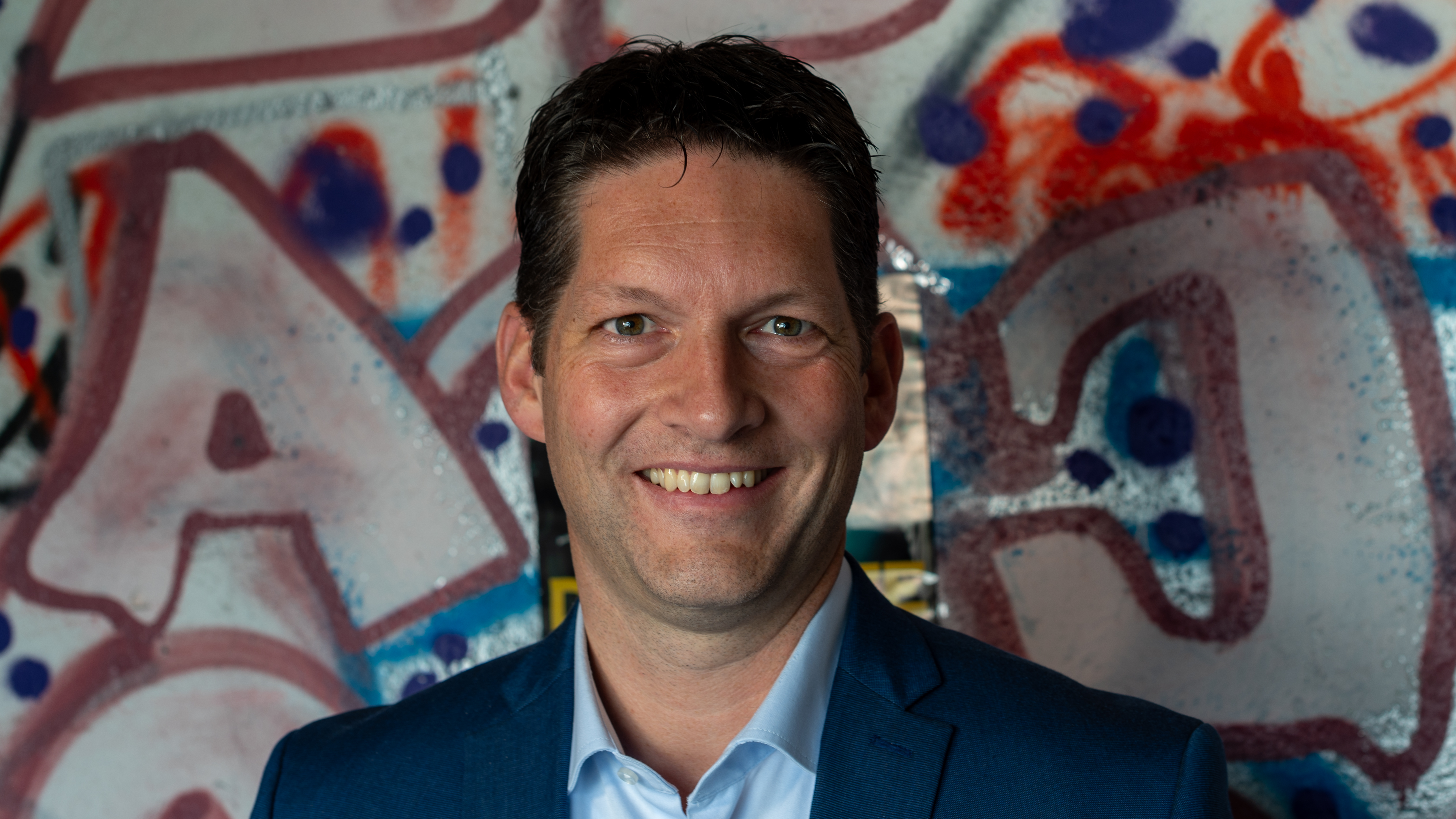
Henrik Otto, Präses des Bundes Freier evangelischer Gemeinden in Deutschland KdöR

## Leben
Nach seinem Studium am Theologischen Seminar Ewersbach (heute: Theologischen Hochschule Ewersbach) war Henrik Otto von 2002 bis 2013 Pastor der FeG Füssen und der FeG Schongau, von 2013 bis 2016 Pastor der FeG Siegen-Mitte. FeG-Bundessekretär mit regionaler Verantwortung für die FeG-Region Süd war er von 2016 bis 2023.
Am 17. Juni 2023 wurde Henrik Otto vom Bundestag des Bundes Freier evangelischer Gemeinden in Deutschland in Siegen-Geisweid zum Präses gewählt. Das Amt hat er im Januar 2024 angetreten.
Henrik Otto ist verheiratet mit Evelyne Otto. Das Ehepaar hat vier Söhne und wohnt in Rieden im Allgäu. Seit August 2024 ist Henrik Otto Mitglied des Präsidiums von Willow Creek Deutschland.

## Veröffentlichungen
- Weiterbauen. Gemeinde gestalten – mit Hoffnung und Geschick. Henrik Otto (Hrsg.), Thomas Acker (Hrsg.), SCM Bundes-Verlag, Witten 2023.
- Habe acht auf dich selbst. Frei. Leicht. Und voller Liebe. Bernd Kanwischer (Hrsg.), Henrik Otto (Hrsg.), SCM Bundes-Verlag, Witten 2022.
- Beten. Schlicht und ergreifend. Henrik Otto (Hrsg.), Bernd Kanwischer (Hrsg.), SCM Bundes-Verlag, Witten 2020, ISBN 978-3-862580-94-1.
- Krasse Zeiten – Starker Glaube. Die Welt verändert sich rasant. Und der Glaube? Bernd Kanwischer (Hrsg.), Henrik Otto (Hrsg.), SCM Bundes-Verlag, Witten 2019.